# Salda sahlbergi
Salda sahlbergi är en insektsart som beskrevs av Reuter 1875. Salda sahlbergi ingår i släktet Salda, och familjen strandskinnbaggar. Arten är reproducerande i Sverige.